# 石川県立七尾高等学校
石川県立七尾高等学校（いしかわけんりつ ななおこうとうがっこう、英: Ishikawa Prefectural Nanao High School）は、石川県七尾市西藤橋町にある公立の高等学校。通称は「七高（ななこう）」。

## 設置学科
- 普通科
  - 文系フロンティアコース
- 理数科

## 概要
かつての田鶴浜分校は石川県立田鶴浜高等学校として、中島分校は石川県立中島高等学校としてそれぞれ独立した高等学校だったが、石川県立中島高等学校は石川県立七尾東雲高等学校（石川県立七尾農業高等学校、石川県立七尾工業高等学校、石川県立七尾商業高等学校の3校が統合）と統合した。

## 沿革
- 1899年（明治32年）
  - 4月 - 石川県第三尋常中学校が創立される。初代校長に奥田頼太郎。
  - 9月 - 鹿島郡矢田郷村字藤橋（現在の地）に校舎落成する。
  - 創立時点においては字藤橋の校舎建設が間に合わず、その間、七尾町字府中（現在の七尾市鍛冶町）の安樂寺を仮校舎とした。
  - 安樂寺には当時の卒業生有志が記念として植樹と石燈籠を遺したが、のちに台風の高潮被害により植樹は枯れてしまうも、記念石燈籠は寺院会館の玄関内に移設され、開校当時の卒業生たちの心を今に伝える。
- 1907年（明治40年）5月 - 校名を石川県立七尾中学校と改める。
- 1911年（明治44年）5月 - 鹿島郡立実科高等女学校が創立される。
- 1923年（大正12年）4月 - 校名を石川県立七尾高等女学校と改める。
- 1948年（昭和23年）4月 - 学制改革により、石川県立七尾中学校と石川県立七尾女学校とを統合して石川県立七尾高等学校となる。
- 1968年（昭和43年）4月 - 理数科が併置される。
- 1969年（昭和44年）5月～11月 - 教室棟・管理棟・体育館が落成する。
- 1970年（昭和45年）2月 - 同窓会より図書館閲覧室が新築寄付される。
- 1979年（昭和54年）6月 - 同窓会により校門が新設寄付される。
- 1982年（昭和57年）4月 - 初代校長　奥田頼太郎胸像復元除幕式、講堂復元記念式を挙行する。
- 1987年（昭和62年）9月 - 平常歌碑並びに四行之歌を建立する。
- 1992年（平成4年）4月 - 学校週5日制研究指定校に伴い65分授業の実施。
- 1994年（平成6年）4月 - グラウンド拡張（3573.99m2）。
- 1999年（平成11年）9月 - 長野県上田高等学校と姉妹校提携する。
- 2004年（平成16年）4月 - 文部科学省によりスーパーサイエンスハイスクール (SSH) の指定校となる[1]（2007年度、2012年度、2017年度に5年間、2022年度から3年間指定が延長）。
- 2012年（平成24年）4月 - 普通科文系フロンティアコースが併置される。
- 2024年（令和6年）1月1日 - 能登半島地震が発生。学校が避難所となり[2]三学期の始業式が延期された[3]。

## 教育方針
1. 個人のもつ人間性を善導し、互いに人格を尊重し合うように指導する。
2. 自己確立を目指してひたむきに努力する積極・進取の精神を養成する。
3. 興味の喚起に努め、意欲的自主的学習の向上を図る。
4. 情操を豊かにし、「ゆとり」と「うるおい」のある生活の基礎を得させる。
5. スポーツを盛んにして体力を増進し、明朗不屈の精神を養う。

## 学校行事
- 4月 - 入学式、対面式、1年ｵﾘｴﾝﾃｰｼｮﾝ合宿、健康診断、遠足
- 5月 - PTA総会、避難訓練、応援練習、壮行式
- 6月 - 陸上競技大会、修学旅行、高文連文化教室
- 7月 - 合唱大会、夏季前期補習、MJF交流
- 8月 - 3年宿泊学習、夏季後期補習、体験入学
- 9月 - 七高祭、創立記念日、3年ホーム懇談会
- 10月 - 球技大会、金沢大模擬授業
- 11月 - 理数科課題研究校内発表会
- 12月 - 2年宿泊学習、理数科課題研究合同発表会、ホーム懇談会
- 1月 - 3年ホーム懇談会
- 2月 - 送別の会、体操大会
- 3月 - 卒業式、入学者選抜、合格発表、仮入学

## 部活動
男子バスケットボール部は1986年（昭和61年）インターハイで準優勝となった。
男子ボート部は1992年（平成4年）インターハイ全国高校選抜大会男子4+（舵手付きフォア）で優勝した。
空手道部は20年連続インターハイ出場を果たした。
- 運動部 - 野球、剣道、ダンス、陸上競技、サッカー、空手道、卓球、ボート、バレーボール、バスケットボール、ソフトテニス、バドミントン
- 文化部 - 文芸、SSC（スーパーサイエンスクラブ）、写真、華道、茶道、美術、外国語研究、弁論、JRC、合唱、郷土研究、吹奏楽、新聞、放送、書道

## 校歌
作詞：多木和子、作曲：生長二郎

## 所在地
〒926-0817 石川県七尾市西藤橋町エ-1-1

## アクセス
- JR七尾線・のと鉄道七尾線七尾駅 徒歩10分。

## 著名な卒業生
- 瓦力 - 元衆議院議員
- 近藤和也 - 衆議院議員
- 竹中博康 - 石川県副知事、元石川県教育委員会教育長
- 不嶋豊和 - 前七尾市長
- 茶谷義隆 - 現七尾市長
- 三井修 - 歌人
- 三山節子 - 漫画家
- 宮下英樹 - 漫画家
- 乃木坂太郎 - 漫画家
- 城山真一 - 小説家（このミス大賞）
- 浜井識安 - 空手家、極真会館浜井派代表
- 田根楽子 - 女優
- 鵜浦博夫 - NTT元社長、現相談役
- 槻木裕 - 金沢学院大学学長
- 村井智建（マックスむらい） - AppBank株式会社代表取締役CEO、YouTuber
- 宮下泰明 - AppBank株式会社取締役
- 平見夕紀 - フリーアナウンサー
- 中村正克 - 元財務官僚

## 著名な教職員
- 広橋百合子 - 陸上競技選手（走高跳）[4]、石川県初のオリンピック選手[5]

## その他
- オジロマコトによる日本の漫画『君は放課後インソムニア』の舞台となる学校は本校がモデルである[6]。